# ساموئل راک-ساکیی
ساموئل راک-ساکیی (انگلیسی: Samuel Rak-Sakyi؛ زادهٔ ۲۷ مارس ۲۰۰۵) بازیکن فوتبال اهل انگلستان است که برای باشگاه فوتبال چلسی بازی می‌کند. 
وی همچنین در تیم‌های ملی فوتبال زیر ۱۷ سال انگلستان و زیر ۱۸ سال انگلستان بازی کرده است.